# Alexandra Fol
 (février 2020).
Si vous disposez d'ouvrages ou d'articles de référence ou si vous connaissez des sites web de qualité traitant du thème abordé ici, merci de compléter l'article en donnant les références utiles à sa vérifiabilité et en les liant à la section « Notes et références ».
Alexandra Fol, née le 11 juillet 1981 à Sofia (Bulgarie), est une compositrice et organiste bulgare.

## Biographie
Alexandra Fol a étudié la composition à l’université de Boston et à la Eastman School of Music. Elle réside à Montréal (Canada), où elle a complété un doctorat en composition à Université McGill en 2011. 
Fol a composé plus de quarante œuvres pour différents effectifs instrumentaux, incluant deux requiems, une symphonie, un concerto pour piano et orchestre, un concerto pour violon et orchestre, deux concertos pour alto, A Swan Song for the Impossible Love, concerto pour clarinette de basset, Cinderella, monodrame pour narrateur et orchestre, de même que plusieurs œuvres de musique de chambre[réf. nécessaire]. 
Ses Two Songs for Voice and Orchestra furent exécutés par les ensembles Ossia New Music[réf. nécessaire], le New York Miniaturists Ensemble[réf. nécessaire], l'orkest de ereprijs, l’un des orchestres symphoniques de Tōkyō en 1994[réf. nécessaire] et son concerto pour violon fut interprété sur un violon Storioni datant du XVIe siècle par Leonid Iogansen et le Boston University Orchestra en 2001.

## Récompenses
- En 2005, Fol fut l’un des quatre compositeurs qui reçut la commande d’une œuvre commémorant le soixante-dixième anniversaire de la série Jeux d’enfants de l’orchestre symphonique de Montréal. Les autres commandes d’Alexandra Fol incluent entre autres des œuvres de musique de chambre entendues en première mondiale[réf. nécessaire] au Carnegie Hall, deux partitions de musique de film ainsi que des œuvres chorales.
- Fol est finaliste pour le prix Gaudeamus 2006 en composition et fut invitée au Centre de Musique Tanglewood en 2007[3].

## Emplois
Fol enseigne la composition à la compagnie Vermont MIDI Project.